# Exorista lacteipennis
Exorista lacteipennis är en tvåvingeart som beskrevs av Louis-Paul Mesnil 1970. Exorista lacteipennis ingår i släktet Exorista och familjen parasitflugor. Inga underarter finns listade i Catalogue of Life.